# Forney

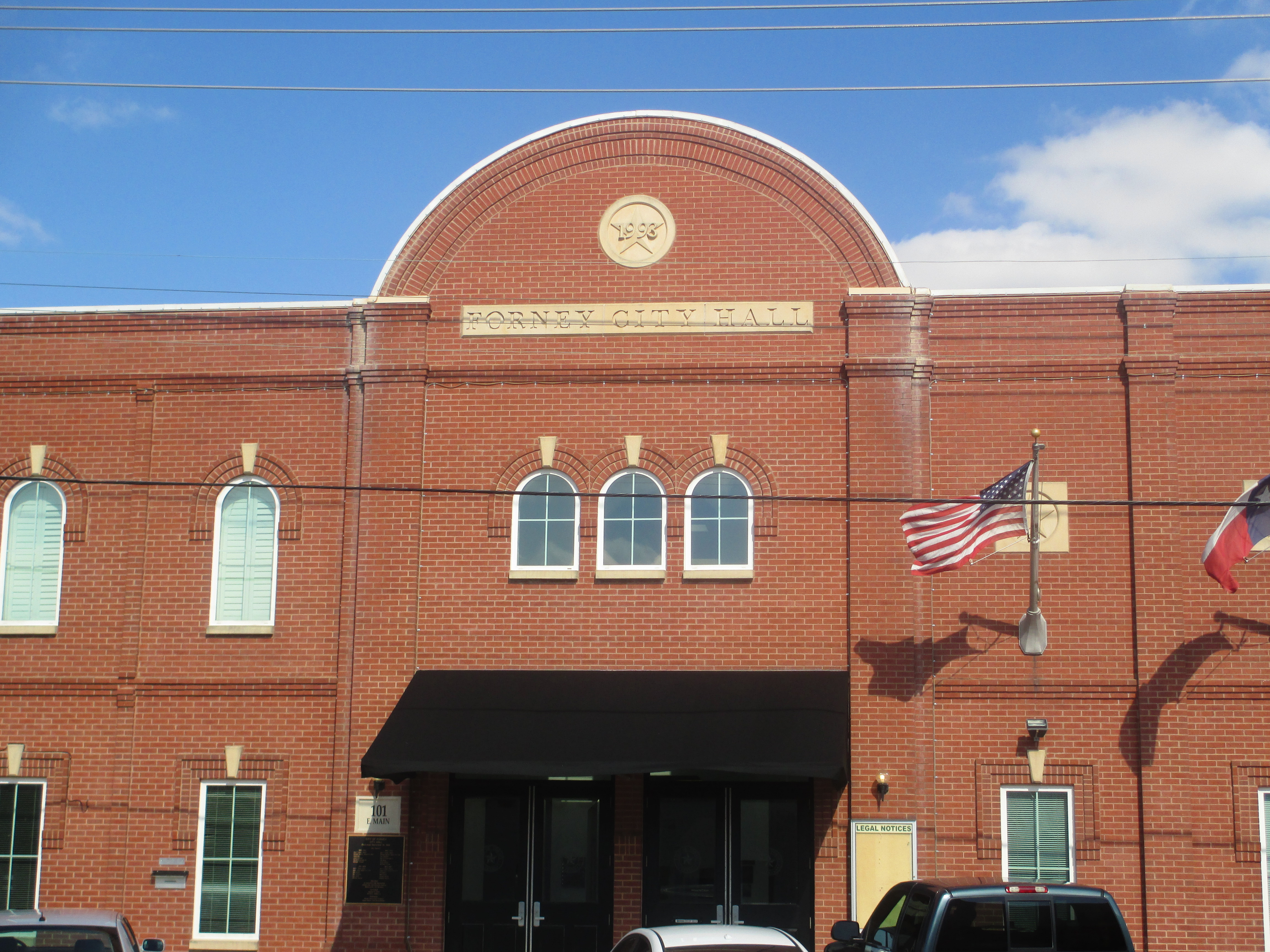
Forney (Texas)

Forney é uma cidade localizada no estado norte-americano de Texas, no Condado de Kaufman.

## Demografia
Segundo o censo norte-americano de 2000, a sua população era de 5588 habitantes.
Em 2006, foi estimada uma população de 12.526, um aumento de 6938 (124.2%).

## Geografia
De acordo com o United States Census Bureau tem uma área de 20,3 km², dos quais 20,3 km² cobertos por terra e 0,0 km² cobertos por água.

## Localidades na vizinhança
O diagrama seguinte representa as localidades num raio de 16 km ao redor de Forney.